# Phaeophilacris macroxipha
Phaeophilacris macroxipha is een rechtvleugelig insect uit de familie krekels (Gryllidae). De wetenschappelijke naam van deze soort is voor het eerst geldig gepubliceerd in 1978 door La Greca.